# Premi Montserrat Franquesa de Traducció
El Premi Montserrat Franquesa de Traducció (fins a l'any 2024 anomenat Premi PEN Català de Traducció) és un premi concedit anualment pel PEN Català a la millor traducció al català d'una obra literària publicada l'any anterior. El 2022 incorpora dues novetats: Els originals de les obres a considerar han d’estar subjectes a drets d’autor i es dota el premi amb 4.000 euros.
L'any 2024 el premi va adoptar la seva actual denominació en homenatge a la traductora i professora Montserrat Franquesa Gòdia (1966 - 2021).

## Guardonats
- 2016 - Ramon Farrés, per la traducció Correspondència amb Goethe, de Bettine von Armin.[2]
- 2017 - Miquel Desclot, per la traducció del Cançoner, de Petrarca.[5]
- 2018 - Xènia Dyakonova, per la traducció del poemari A banda i banda del petó, de Vera Pàvlova.[6]
- 2019 - Pere Comellas, per la traducció de Teoria general de l'oblit, de José Eduardo Agualusa[7]
- 2020 - Joan Ferrarons i Llagostera, per la traducció de El castell, de Franz Kafka.
- 2021 - Antoni Clapés, per la traducció de El desert malva de Nicole Brossard[8]
- 2022 - Pere Lluís Font i Feliu Formosa per Pensaments i opuscles de Blaise Pascal; i Els estatges de la mort de Nelly Sachs respectivament.[9]
- 2023 - Mireia Vargas Urpí, per la traducció de L'home dels ulls compostos de Wu Ming-Yii.[10]
- 2024 - Pau-Joan Hernández, per la traducció de Materials de construcció, d'Eider Rodriguez.[4]

## Jurats
- I premi (2016): Feliu Formosa, Gabriella Gavagnin-Capoggiani, Jaume Subirana, Ester Xargay i Ricard Ripoll.[11]
- II premi (2017): Joaquim Mallafrè, Susanna Rafart, Izaskun Arretxe, Ramon Farrés i Ricard Ripoll i Villanueva.[12]
- III premi (2018): Miquel Desclot, Izaskun Arretxe, Carme Arenas, Cinta Massip i Ricard Ripoll i Villanueva.[6]
- IV premi (2019): Joan Casas, Anna Aguilar-Amat, Anna Soler Horta, Xènia Dyakonova i Ricard Ripoll i Villanueva.[7]
- V premi (2020): Dolors Udina i Abelló, Heike van Lawik, Pau Sif, Pere Comellas, Ricard Ripoll i Villanueva.
- VI premi (2021): Monika Zgustova (presidenta), Isabel Robles, Gabriel Sampol, Joan Ferrarons i Ricard Ripoll.[8]
- VII premi (2022): Montserrat Camps; Rosa Maria Agost, Sílvia Aymerich i Antoni Clapés i Ricard Ripoll.[13]
- VIII premi (2023): Dirigit per Dolors Udina i format per Maria Llopis, Marisa Presas, Francesc Parcerisas i Yannick Garcia.[14]
- IX premi (2024): Dirigit per Dolors Udina  i format per Aurora Ballester, Quim Gestí, Maria Llopis, Melcion Mateu i Mireia Vargas Urpí.[15]